# Saubara (ort)
Saubara är en ort i Brasilien.   Den ligger i kommunen Saubara och delstaten Bahia, i den östra delen av landet, 1 000 km öster om huvudstaden Brasília. Saubara ligger 20 meter över havet och antalet invånare är 15 662.
Terrängen runt Saubara är huvudsakligen platt, men åt nordväst är den kuperad. Havet är nära Saubara österut. Närmaste större samhälle är São Francisco do Conde, 15,5 km nordost om Saubara. 
Omgivningarna runt Saubara är en mosaik av jordbruksmark och naturlig växtlighet.